# Dipoena chillana
Espèce
Dipoena chillana est une espèce d'araignées aranéomorphes de la famille des Theridiidae.

## Distribution
Cette espèce est endémique du Chili. Elle se rencontre dans la cordillère Parral dans la province de Ñuble, région du Biobío et dans la sierra de Chillán dans la province de Linares, région du Maule. 

## Description
Le mâle holotype mesure 1,5 mm et les femelles de 1,9 à 3,2 mm.

## Étymologie
Son nom d'espèce lui a été donné en référence au lieu de sa découverte, la sierra de Chillán.

## Publication originale
- Levi, 1963 : American spiders of the genera Audifia, Euryopis and Dipoena (Araneae: Theridiidae). Bulletin of the Museum of Comparative Zoology, vol. 129, no 2, p. 121-185 (texte intégral).